# Stechinelli
Stechinelli, pseudonimo di Francesco Maria Capellini (Rimini, 18 aprile 1640 – Celle, 26 novembre 1694), è stato un politico, banchiere e cortigiano italiano presso la corte ducale di Brunswick-Lüneburg.
Il suo soprannome "Stechinelli" deriverebbe da stecchino, in quanto sembra abbia avuto gambe secche come uno stecchino.

## Biografia
Francesco Maria Capellini nacque nel 1640 a Rimini da una famiglia forse nobile del posto. Nel 1655 conobbe a Roma il duca Giorgio Guglielmo di Brunswick-Lüneburg. Ne nacque un'amicizia e Capellini nel 1656 si trasferisce a seguito del conte ad Hannover. Iniziò a lavorare come servitore personale del duca e questi gli regalò un piccolo teatro, il Ballhof ad Hannover. Quando nel 1664 salì al governo Giovanni Federico, Cappellini si trasferì con il duca Giorgio Guglielmo a Celle.
Qui iniziò l'ascesa politica di Capellini, che diventò prima ambasciatore dei conti tedeschi presso la Repubblica di Venezia e poi entrando in politica, con la carica di Landdrost, acquisì una proprietà di Wickenberg, che gli conferì anche un titolo nobiliare.
Capellini ebbe la concessione di organizzare il sistema postale per la famiglia ducale e questo dapprima gli permise di acquisire altri beni immobili, come la Stechinellihaus a Celle. 
In seguito vendendo la concessione il nobile italiano riuscì ad accresscere il suo patrimonio immobiliare, come ad esempio con la Stechinelli-Haus a Braunschweig.
Capellini morì a Celle nel 1694 ma venne sepolto ad Hildesheim.